# Chevrolet Cobalt SS
A Chevrolet Cobalt SS a Chevrolet Cobalt nagy teljesítményű sportkompakt változata volt, melyet 2004 és 2010 között gyártottak a General Motors lordstowni gyárában, Ohióban. Az autó háromféle motorral volt elérhető: egy kompresszoros és egy turbós soros négyhengeressel, melyeket közbenső hűtővel szereltek, valamint egy szintén négyhengeres szívómotorral. A Cobalt SS volt a General Motors első próbálkozása a tuningpiacon.
A Cobalt SS-ek gyártása 2004 végén kezdődött meg (ezért már 2005-ös modellekként kezdték el árulni őket), ezekbe a kocsikba a 205 lóerős (153 kW) kompresszoros motor került, melyhez ötsebességes manuális F35 (MU3) típusú sebességváltó járt, ami a Saabtól érkezett az amerikai gyárba. Egy évvel később megjelent a Cobalt 1SS névre hallgató változat, mely a General Motors új, 2,4 literes szívómotorját kapta meg. Ez 171 lóerős (128 kW) teljesítményre volt képes és automata, valamint kézi sebességváltóval is rendelhető volt. Három modellév után 2007-ben megszűnt a kompresszoros verzió gyártása, de 2008 második negyedévében megjelent helyette a jóval erősebb, 260 lóerős (194 kW) turbóváltozat, melybe szintén kétliteres motor és a már ismert F35 (MU3) manuális sebességváltó került.
A Cobalt SS hajtáslánca többnyire pozitív visszajelzéseket kapott, főleg a turbófeltöltős verzióé, de gyakran kritizálták az autót a beltérben használt gyenge minőségű anyagok miatt és azért, mert külseje túlságosan emlékeztetett elődjére, a Chevrolet Cavalier-re. 2009 májusában megjelentek olyan hírek, miszerint a General Motors 2009 decemberére befejezi a Cobalt SS-ek gyártását, de ezek hamisnak bizonyultak. A gyártás folytatódott, de 2010-re szűkössé vált a rendelhető modellek skálája. 2010 júniusára a Chevrolet Cobalt és a Cobalt SS gyártása is leállt. Helyét a Dél-Koreában tervezett és Európában kifejlesztett Chevrolet Cruze vette át, melyből mindeddig nem készült az SS-hez hasonló nagy teljesítményű utcai változat.

## Modell részletek

### Áttekintés
A Cobalt számára tervezett ötféle motorból hármat szántak a Cobalt SS-nek. A legkorábbi verzió 2004 végén (2005-ös modellév) került a piacra új hajtáslánccal, mely egy évvel korábban a Saturn ION Red Line-ban debütált. Ezek az autók még csak kupéváltozatban, kompresszoros motorral készültek. 2005 végén (2006-os modellév) megjelent a 2,4 literes szívómotoros változat, mely szedán- és kupéváltozatban is elérhető volt. A 2007-es év végén a General Motors bejelentette, hogy befejezi a kompresszoros SS gyártását, a szívómotorost pedig átnevezi "Cobalt Sport"-tá, így a 2008-as modellév első felére a Cobalt SS változat nélkül maradt. 2008 második negyedévében aztán piacra került a kétliteres, turbós motorral szerelt változat, mint az utolsó Cobalt SS a sorban. Ez eleinte csak kupéként volt elérhető, de a 2009-es modellévben megjelent a szedán változat is. 2010-ben mindössze 500 darab készült és 2010 nyarára teljesen le is állt a Cobalt SS és az alapmodell gyártása is.
A Cobalt SS mindhárom változatát elöl és hárul is tárcsafékekkel és blokkolásgátló fékrendszerrel szerelték. Az alap Cobalthoz hasonlítva az SS-nek alacsonyabb első és hátsó lökhárítói voltak az agresszívabb kinézet miatt, beépített ködlámpák kerültek rá, sportosabb küszöböt és krómozott kipufogóvéget kapott, valamint a belső tér néhány eleme is megváltozott. Sportosabb, analóg fordulatszámmérő és 160 mérföld/óráig (260 km/h) skálázott sebességmérő került a műszerfalra, az A-oszlopra pedig egy kompresszor- vagy turbónyomás mérő óra. Sportos kagylóülések kerültek az autóba, bőrberakásokkal, állítható fejtámlával, ülőlappal és magassággal. A kocsi egy sportosan hangolt FE5 futóművet kapott elöl 24, hátul 22 mm-es stabilizátor rúddal.

### Kompresszoros SS
A csak kupéváltozatban kapható kompresszoros Cobalt SS-be egy 2,0 literes LSJ Ecotec motor került Eaton M62 Roots-kompresszorral és egy levegő-folyadék töltőlevegő-hűtővel (intercooler). Ez a motor 205 lóerős (153 kW) teljesítmény leadására volt képes 5600-as fordulatszámon és 271 Nm-es nyomatékra 4400-as fordulaton. 18 colos, széles küllős felnik kerültek rá P215/45R18 méretű Pirelli gumikkal. A kocsi rendelhető volt egy G85 kódjelű tuningcsomaggal is, mely Recaro sportüléseket és egy részlegesen önzáró differenciálművet tartalmazott. A G85-ös csomag később, a turbófeltöltős Cobalt SS-ekhez is rendelhető volt, de ez már csak a részlegesen önzáró diffit tartalmazta. A kompresszoros verzió könnyedén felismerhető volt magas hátsó légterelőjéről, a későbbi változatokhoz alacsonyabb spoiler járt.
A General Motors más, komolyabb tuningcsomagokat is kínált az autóhoz, melyeket a márkaszervizekben és márkakereskedésekben szerelték be. Ezeknek a csomagoknak három szintje volt. Az első szint új injektorokat és a motorvezérlő egység átprogramozását foglalta magában és 30 lóerővel (22 kW) növelte a kocsi teljesítményét. A kettes szintű csomagban szintén beletartoztak az új injektorok és az átprogramozás, emellett kisebb ékszíj került a motorra és kisebb ékszíjtárcsa a kompresszorra. Mindez plusz 47 lóerőt (35 kW) és még 41 Nm nyomatékot jelentett. Az egyes és kettes szintű tuningcsomagot kapott autók maximális fordulatszáma egyaránt 7000-re nőtt. A hármas szintű csomagba szintén beletartozott egy kisebb (76 mm-es) kompresszor ékszíjtárcsa, egy fejlettebb köztes hűtő és egy új, programozható motorvezérlő egység. Az új motorvezérlő lehetővé tette 50 nitrófröcss és 100 oktános üzemanyag használatát és a segítségével 6750 és 8000 között lehetett állítgatni a maximális fordulatszámot. A hármas szintű tuningcsomaggal szerelt kompresszoros Cobalt SS-ek 248 lóerős (185 kW) teljesítményre voltak képesek 93-as oktánszámú üzemanyaggal, míg 100 oktános üzemanyaggal 260 lóerő (194 kW) leadására is képessé váltak. A nitró használata még tovább növelte a teljesítményt. Ez a csomag csak versenypályákra szánt autókhoz volt elérhető, ezt például mutatja az is, hogy az ilyen felszereltségű kocsikban nem volt klíma.
Sok panasz érte az autót amiatt, hogy nagy nyomatéka, elsőkerék-hajtása és rövid első sebességfokozata miatt az első kerekek gyakran megugrottak vagy kipörögtek és az úttartása is lehetett volna jobb. A turbófeltöltős verzióban a General Motors ezt a problémát szélesebb, tapadósabb gumiabroncsokkal és erősebb tengelyekkel próbálta megoldani.

### Turbófeltöltős SS
A kompresszoros változat LSJ motorja nem felelt meg a 2008-as modellévre meghirdetett károsanyag-kibocsátási szabályozásnak, ráadásul lejárt a General Motors szerződése a kompresszorokat gyártó Eatonnal. A szívómotoros, 2,4 literes Cobalt SS szintén eltűnt a "Super Sport" kínálatból és a továbbiakban egyszerűen "Cobalt Sport" lett a neve. 2008 második negyedévében aztán megjelent a turbófeltöltős, minden eddiginél erősebb Cobalt SS. Az autót kétliteres, közvetlen üzemanyag-befecskendezésű, változó szelepvezérlésű, turbós LNF Ecotec motorral szerelték, mely 260 lóerő (194 kW) leadására volt képes 5300-as fordulatszámon és 353 Nm-es nyomatékra 2000-es fordulaton. A kocsihoz a már ismert, Saab által gyártott ötsebességes F35 (MU3) sebességváltó járt. Az új motor olyan hátsókerék-meghajtású, GM Kappa alvázra épülő autókba is bekerült, mint például a Saturn Sky, a Pontiac Solstice és az Opel GT.

| „                                                                | Épp most vezettem egy egyes szintű tuningcsomaggal szerelt turbós Cobalt SS-t, elképesztő érzés volt, ahogy padlógázon kettesbe, majd hármasba váltottam. | ” |
| – John Heinricy, a GM Performance osztályának korábbi igazgatója | |   |

Az új Cobalt SS-hez új ülések is jártak, melyek megtartották sportos jellegüket, de felkerült rájuk egy hímzett "SS" felirat és néhány szarvasbőr-hatású berakás az oldalukra. A kocsi új, 18 colos, duplaküllős kovácsoltvas felniket is kapott P225/40R18 méretű Continental gumiabroncsokkal, hasonlóan a Chevrolet Corvette C6-hoz. Néhány elektronikus eszköz szintén megváltozott a belső térben, jobbá vált az úttartás, rossz minőségű úton is. Lehető vált továbbá az úgynevezett "no-lift-shift" váltás, ami azt jelenti, hogy a kuplung kinyomásakor nem kell fölengedni a gázpedált, így felfelé váltás közben is teljesen nyitva maradhat a fojtószelep és nem esik vissza a turbónyomás. Beépítésre került a rajtprogram (launch control) is, mely versenyhelyzetekben, állórajtnál körülbelül 4800-as fordulatszámon tartotta a motort a kuplung fölengedéséig. Ennek a bekapcsolásához a vezetőnek kétszer meg kellett nyomnia a kipörgésgátló gombját. Az első megnyomásra kikapcsolódott a kipörgésgátló, másodikra pedig megjelent a felirat a műszerfalon, hogy a rajtprogram aktiválódott. A turbós Cobalt SS-ek tulajdonosainak többsége azonban azt állította, jobb időeredményeket lehet elérni hagyományos elindulással. Az új SS 5,5 másodperc alatt gyorsult nulláról hatvan mérföldes óránkénti (96,5 km/h) sebességre, ezzel kategóriájában a legjobbak között volt, és 13,9 másodperc alatt tett meg negyed mérföldet, miközben 102,5 mérföld per órás (165 km/h) sebességre gyorsult.
2009-re megjelent a négyajtós szedán változat és a kupékhoz rendelhetővé vált egy programozható teljesítmény-visszajelző (RPD) eszköz. Ez a 295 dolláros felárért megvehető szerkezet az A-oszlopra került, a turbónyomás jelző óra helyére. Ezen keresztül állítható volt a kipörgésgátló, a menetstabilizátor, illetve az is, hogy mekkora fordulatszámnál villanjon fel a műszerfalon a váltásra felszólító jelzés. Ezeken kívül figyelemmel követhető volt az RPD-n, hogy épp mekkora nyomatékot és teljesítményt ad le a motor, mekkora gravitációs erő hat a vezetőre, mekkora a turbónyomás, a sűrítési arány, a légköri nyomás, a hőmérséklet és az akkumulátor töltöttségi szintje. 2010-re az RPD alapfelszereltséggé vált, ahogy az elektromos napfénytető is, a piros-fekete és szürke-fekete belső tér eltűnt a kínálatból, ahogy a szedán változat is.
Az autóhoz több halasztás után végül 2009 októberében elérhetővé vált egy egyes szintű tuningcsomag, mely 280 lóerőre (209 kW) növelte a teljesítményt és 434 Nm-re a nyomatékot. A csomag legtöbb elemét a tulajdonosok is be tudták szerelni, de a motorvezérlő egység átprogramozását csak a General Motors márkakereskedéseiben tudták elvégezni.

### Szívómotoros SS
A Chevrolet 2005 őszén (a 2006-os modellévben) mutatta be a Cobalt SS szívómotoros változatát, mely kupé és szedán változatban is elérhető volt. A kocsiba 2,4 literes változó szelepvezérlésű LE5 Ecotec motor került, mely 171 lóerős teljesítményre volt képes 5600-as fordulatszámon és 221 Nm-es nyomaték leadására 5000-es fordulaton. Későbbi változtatásoknak köszönhetően a maximális nyomaték 226 Nm lett, 4500-as fordulatszámon. Az LE5 motort több GM Delta platformra épülő elsőkerék-meghajtású és GM Kappa alapokon nyugvó hátsókerék-hajtású modellben is használták. Az autóhoz négysebességes 4T45 típusú automata sebességváltó járt, mely a Cobaltokban debütált. Ötsebességes manuális sebességváltóval is rendelhető volt, de nem a kompresszorosban használt, Saab által gyártott F35 (MU3), hanem a Cobalt 2,2 literes alapváltozatából ismert Getrag F23, sportosabb áttételezéssel. A 2006-os és 2007-es modellévben az autót Cobalt SS vagy Cobalt 1SS néven árulták, de a 2008-as modellévre átnevezték Cobalt Sport-ra. Ezután egyedül az újonnan bemutatott turbófeltöltős verzió viselte a Cobalt SS nevet.
A sebességváltón kívül más eltérések is voltak a szívómotoros változaton a kompresszoroshoz képest, bár nem drasztikusak. 18 helyett például 17 colos felnik kerültek rá keskenyebb, P205/50R17 méretű négyévszakos Pirelli abroncsokkal és alacsonyabb hátsó légterelő szárnyat kapott. A kocsi sebességmérő órája 140 mérföldes óránkénti sebességig (220 km/h) volt skálázva, a műszerekhez sportosabb, fehér számlap is rendelhető volt. FE3 felfüggesztés került alá, mely fejlettebb és sportosabb volt az alap Cobaltokéhoz képest, de elmaradt a kompresszoros, majd később a turbófeltöltős változatban használt FE5-től. A szívómotoros és a kompresszoros feltöltésű Cobalt SS fékrendszere azonos volt, de a turbósokba már egy modernebb, Brembo rendszer került. Az első és hátsó lökhárítók is hasonlóak voltak, de a szívómotoros változat első spoilerén nem volt alul koptató és a hátsó lökhárító alja is valamelyest különbözött a kompresszorosétól. Néhány kisebb külső és belső részlettől eltekintve a Cobalt SS kinézetre szinte teljesen megegyezett a Pontiac GT5-tel.

## Fogadtatás, vélemények
A kompresszoros Cobalt SS-ről írt cikkek, elemzések többnyire pozitívak voltak. A kocsi elődje, a Cavalier rengeteg kritikát kapott, ehhez képest a Cobalt SS nagy előrelépés volt és úgy tűnt, érdemes volt belépnie a General Motorsnak a tuningpiacra. A pozitív vélemények ellenére az összeszerelés minősége hagyott kívánnivalót maga után és az autó teljesítménye is elmaradt a rivális modellekétől. Thom Blackett újságíró így írt a kompresszoros Cobalt SS-ről: "Ha összehasonlítjuk a hasonló kategóriájú kocsikkal, például a Dodge SRT-4-gyel és a Subaru Impreza WRX-szel, láthatjuk, hogy a Chevrolet SS jelzésű kocsijai már nem olyan félelmetesek." Az F35-ös sebességváltót szintén gyengébbnek találták a szakértők a Honda Civic Si-ben használt hatsebességes váltónál. A kritikusok a nehéz kerekeket sem kedvelték, melyek negatívan befolyásolták a kezelhetőséget és a magas hátsó spoiler sem tetszett nekik, mivel zavarta őket a kilátásban hátrafelé. "A légterelő szárny zavaró volt, amikor a visszapillantó tükörbe néztem, kettévágott mindent, ami mögöttem volt" - írta Alexandra Straub autós újságíró. Néhány Cobalt SS tulajdonos le is cserélte a spoilert alacsonyabbra vagy a teljes csomagtartófedelet cserélték ki egy Cobalt LS-ről leszedettre, melyen egyáltalán nem volt légterelő. A szívómotoros változat 2,4 literes motorjával erősebb és sportosabb volt az alapmodelleknél, de gyengébb és kiforratlanabb volt a kompresszoroshoz képest.
A 2008-ban megjelent turbófeltöltős Cobalt SS hajtáslánca komoly dicséreteket kapott. John Neff, az Autoblog újságírója így írt róla: "A GM Performance osztálya teljesen újragondolta a Cobalt SS-t 2008-ra. Az autó egy erősebb, turbós motort kapott és a többi technikai megoldás is korszerűbbé és kifinomultabbá vált. A gyár a világ legnehezebb versenypályáin - köztük a Nürburgringen is - tesztelte a kocsit. Az eredmény - és most nem viccelek - a világ egyik legjobb nagy teljesítményű utcai autója lett, a piacon jelenleg kaphatóak közül." A szakírók kedvező ára miatt is kedvelték a turbós Cobalt SS-t. "A 2009-es Cobalt SS Turbóval remekül lehet száguldozni és nagyszerű az ár-érték aránya is a 30 ezer dollár alatti kategóriában." - tette hozzá Neff. Ron Klino, a Motor Trend munkatársa szintén rendkívül alacsonynak találta a kocsi árát: "Az autó ára mindössze 22 995 dollár, az SS jelzés így akár a 'Super Steal' (pofátlanul olcsó) rövidítése is lehetne." Az ajánlott fogyasztói ár később 24 095 dollárra emelkedett.
| „                          | Rugalmas motorjával és nagyszerű árával a Cobalt SS egy remek fronthajtásos autó. Sokkal kifinomultabb, mint a Shelby GT500KR. | ” |
| – Randy Pobst, Motor Trend | |   |

A Nürburgringen végzett teszteknek köszönhetően a turbófeltöltős SS lett az egyik legjobban irányítható a General Motors által valaha gyártott elsőkerék-meghajtású kocsik közül, felfüggesztése keményebb és kifinomultabb volt, mint a kompresszoros változaté. Mivel azonban az üléseken kívül szinte semmi nem változott a belsőtérben, az ezzel kapcsolatos kritikák megmaradtak. "A belsőtér egyes elemei olyan olcsó műanyagból készültek, amit még egy kínai játékgyár is visszautasítana. Talán még a Tata Nano kézifékkarjának borítása is jobb minőségű anyagból készül." - írta a kocsiról a Car and Driver. A Car and Drivertől azonban később dicséretet is kapott a Cobalt SS, amikor a lap által a Virginiai Nemzetközi Versenypályán megrendezett összehasonlító teszten első helyen végzett a 30 ezer dollár alatti kategóriában. A kocsi olyan jó időt futott, hogy több autót legyőzött a 30 és 60 ezer dollár közötti kategóriában is, köztük például a Mitsubishi Lancer Evo X-et.

## Motorsport
2009-ben négy Chevrolet Cobalt SS vett részt a Continental Challenge utcai tuning kategóriájában.

## Videojátékokban
A Cobalt SS a Need for Speed sorozat több részében is megjelent.